# Sekretny świat misia Beniamina
Sekretny świat misia Beniamina (ang. The Secret World of Benjamin Bear, 2003–2006) – kanadyjsko-brytyjski serial animowany, opowiadający o potajemnym życiu i niezwykłych przygodach pluszowych misiów. Za dnia są grzecznymi pluszakami, jednak gdy tylko spuścimy je z oczu, ożywają. Serial był nadawany w godzinach porannych w TVP1. Od 1 marca 2009 roku jest również nadawany na kanale MiniMini.

## Obsada
- Jonathan Crombie – Miś Beniamin
- John Stocker - Edgar
- Emma Taylor-Isherwood - 
  - Lila
  - Eliza
- Rick Jones - Radek
- Terrence Scammell - 
  - Sebastian
  - Polarny
  - Szymon
  - Pan Maclarean
- Thelma Farmer - Laura

## Spis odcinków
| N/o            | Polski tytuł                | Angielski tytuł           |
| -------------- | --------------------------- | ------------------------- |
|                |                             |                           |
| SERIA PIERWSZA |                             |                           |
|                |                             |                           |
| 01             | Narodziny gwiazdy           | A Star is Born            |
| 01             | Zniknięcie księgi           | Who Took the Teddifesto   |
|                |                             |                           |
| 02             | Zguba                       | Quest for the Holly Bears |
| 02             | Na ratunek                  | Bears Away                |
|                |                             |                           |
| 03             | Wieczór kabaretowy          | Just for Laughs           |
| 03             | Aukcja                      | Auctioning Edgar          |
|                |                             |                           |
| 04             | Kuracja                     | Fuzz N Buzz               |
| 04             | Koniec gry                  | Game over                 |
|                |                             |                           |
| 05             | Zielonooki potwór           | Green-eyed Monster        |
| 05             | Nagłe zastępstwo            | Last Minute Leader        |
|                |                             |                           |
| 06             | Mruczuś w opałach           | Cargo Cat                 |
| 06             | Dobrana para                | Perfect Match             |
|                |                             |                           |
| 07             | Magia kina                  | Lights, Camera, Caught    |
| 07             | Wulkan                      | Over the Volcano          |
|                |                             |                           |
| 08             | Biwak                       | Happy Campers             |
| 08             | Piknik                      | Teddy Picnic              |
|                |                             |                           |
| 09             | Dylemat Maxa                | Maxwell's Dilemma         |
| 09             | Yeti                        | Abominable Bear           |
|                |                             |                           |
| 10             | Eliza szuka kłopotów        | Ooey Gooey                |
| 10             | Pomyłka                     | Wrong Howie               |
|                |                             |                           |
| 11             | Przyjaciel pies             | Best Friends              |
| 11             | Chomik                      | Harry Hamster             |
|                |                             |                           |
| 12             | Duch w bibliotece           | Cracking Up               |
| 12             | Rozstanie                   | Trouble for Toots         |
|                |                             |                           |
| 13             | Nowe porządki               | Driving Miss Hilda Crazy  |
| 13             | Burzliwa noc                | One Stormy Night          |
|                |                             |                           |
| 14             | Halloween                   | Big Scare                 |
| 14             | Zgubiony szczeniak          | Raymond's Frisky Friend   |
|                |                             |                           |
| 15             | Szkolna przygoda            | Teddy Tech                |
| 15             | Zakład                      | Badminton Bet             |
|                |                             |                           |
| 16             | Epidemia                    | Outbreak                  |
| 16             | Potrójny problem            | Triple Trouble            |
|                |                             |                           |
| 17             | Alarm                       | General Alarm             |
| 17             | Bartek bumerang             | Bouncing Bertie           |
|                |                             |                           |
| 18             | Mały ratownik               | Clean Up Kid              |
| 18             | Radek szczęściarz           | Lucky Raymond             |
|                |                             |                           |
| 19             | Gdzie jest Feliks?          | Finding Felix             |
| 19             | Nieustraszeni               | Froth Right               |
|                |                             |                           |
| 20             | Pieski świat                | Canine Chaos              |
| 20             | Wycieczka                   | There and Back Again      |
|                |                             |                           |
| 21             | Opowieść Edgara             | Edgar's Tale              |
| 21             | Gardłowa sprawa             | Deep Secret               |
|                |                             |                           |
| 22             | Generalskie szlify          | The General's Kid         |
| 22             | Być jak Ben                 | Just Like Ben             |
|                |                             |                           |
| 23             | Paintball                   | Teddy Splat Spat          |
| 23             | Zamknij drzwi               | Close the Door Ben        |
|                |                             |                           |
| 24             | Skąd się biorą misie?       | Teddy Trails              |
| 24             | Wyspa skarbów               | Yo Ho Ho                  |
|                |                             |                           |
| 25             | Zmiana                      | Ben Between               |
| 25             | Zawody                      | Teddy Training            |
|                |                             |                           |
| 26             | Urodziny                    | Happy Birthday Miss P     |
| 26             | Bohater                     | Top Teddy                 |
|                |                             |                           |
| 27             | Dobra zabawa                | Lister Says               |
| 27             | Na dobre i na złe           | Sweet 'n Sour             |
|                |                             |                           |
| 28             | Budowniczy                  | Fitting In                |
| 28             | Zamiana                     | Itch to Switch            |
|                |                             |                           |
| 29             | Taniec z gwiazdą            | Teddy Tango               |
| 29             | Sebastian w opałach         | Sebastian Calling         |
|                |                             |                           |
| 30             | List                        | Edgar's Letter            |
| 30             | Następca                    | Room at the Top           |
|                |                             |                           |
| 31             | Sposób na strach            | The Raymond Reaction      |
| 31             | Duży miś                    | Big Bear                  |
|                |                             |                           |
| 32             | Nowy sąsiad                 | Fixing Freedy             |
| 32             | Nieznośna fryzura           | Bad Haire Daze            |
|                |                             |                           |
| 33             | Pomyłka Leszka              | Lister's Mistake          |
| 33             | Wielki powrót               | Teddy Return              |
|                |                             |                           |
| 34             | Latawiec                    | Teddy Kite Flight         |
| 34             | Miś z odzysku               | Hand Me Down Bear         |
|                |                             |                           |
| 35             | Oblatywacz                  | Rocket Teddy              |
| 35             | Tropiciel                   | Teddy Tracker             |
|                |                             |                           |
| 36             | Ocalony                     | Saving Sebastian          |
| 36             | W zdrowym ciele zdrowy duch | Tuff Love                 |
|                |                             |                           |
| 37             | Wyprawa po lawendę          | Following Finnegan        |
| 37             | Radek rusza na pomoc        | Raymond's Place           |
|                |                             |                           |
| 38             | Kosmita                     | Zowie Howie               |
| 38             | Słonecznik                  | Grow Seed Grow            |
|                |                             |                           |
| 39             | Opowieść o odwadze          | Tunnel Trouble            |
| 39             | Ćwiczenia                   | Teddy Overdrill           |
|                |                             |                           |

## Opis odcinków
- 1a - Narodziny gwiazdy - Eliza stara się o główną rolę w szkolnym przedstawieniu. Jej szanse wydają się jednak marne, gdy podczas przesłuchania niszczy dekorację sceny. Na szczęście, z pomocą przychodzą jej misie.
- 1b - Zniknięcie księgi - Misie odkrywają, że z ich biblioteki zniknęła najcenniejsza księga. Głównym podejrzanym jest Beniamin, którzy korzystał z niej ostatni. Okazuje się jednak, że winowajcą jest ktoś zupełnie inny.
- 2a - Zguba - Asia podczas przeprowadzki zgubiła plecak ze swoim misiem imieniem Lila. Mały i Beniamin pomagają Lili odnaleźć swoją panią.
- 2b - Na ratunek - Mały wchodzi do gondoli balonu, który niespodziewanie szybuje w górę. Beniamin z pomocą Grupy Specjalnej śpieszy mu na pomoc.
- 3a - Wieczór kabaretowy - Przyjaciele namawiają Beniamina, żeby wziął udział w wieczorze kabaretowym. Niestety, zjada go trema.
- 3b - Aukcja - Stary miś Edgar zostaje skradziony i wystawiony na aukcji. Beniamin i przyjaciele muszą go uwolnić, zanim zostanie sprzedany.
- 4a - Kuracja - Beniamin i Mały trafiają do szpitala dla misiów. Sebastian mówi Małemu, że go tam ogolą. Ten zamiast iść na zabieg, ucieka.
- 4b - Koniec gry - Beniamin i Mały próbują pogodzić skłócone rodzeństwo, które cały czas robi sobie na złość.
- 5a - Zielonooki potwór - Na urodziny Szymona - taty Elizy i Maksa - przyjeżdża jego siostra Sara. Wraz z nią zjawia się dawny przyjaciel Beniamina, Jacek, który zostaje porwany przez Mruczusia.
- 5b - Nagłe zastępstwo - Stary miś Edgar, który musi zostać w szpitalu, prosi Beniamina o zastępstwo w prowadzeniu obrad Rady Misiów.
- 6a - Mruczuś w Opałach - Przestraszony Mruczuś ucieka przed psem. Wpada do ciężarówki, która wywozi go do wielkiego magazynu. Beniamin i Mały pomagają mu wrócić do domu.
- 6b - Dobrana para - Staś, który jest strasznym urwisem, bardzo chciałby dostać misia. Na szczęście, udaje się znaleźć dla niego towarzysza o podobnym temperamencie.
- 7a - Magia kina - Tata Basi nabiera podejrzeń, że misie żyją własnym życiem. Udaje mu się nawet sfilmować je w ruchu. Jak mali bohaterowie wybrną z tej sytuacji?
- 7b - Wulkan - Maks ma przygotować prezentację na lekcji fizyki. Niestety, w przygotowaniach za bardzo pomaga tata.
- 8a - Biwak - Eliza i Maks wybierają się z rodzicami na piknik nad jezioro. Trofeum z pikniku ma być wielką ryba, którą tata próbuje złowić do wielu lat.
- 8b - Piknik - W drodze leśną polanę Beniamin i Mały przekonują się, że najkrótsza droga nie musi być wcale mniejsza. Ponadto okazuje się, że na piknik nie warto spóźniać.
- 9a - Dylemat Maksa - Maks i Marek wchodzą do Wielkiej Góry w sklepie zabawkami. Nie wiedzą, jakie poruszenie wywołuje to w sekretnym świecie misiów.
- 9b - Yeti - Beniamin i Mały natrafiają w parku na Radka - wielkiego misia, niedoszłą nagrodę w wesołym miasteczku. Szybko się z nim zaprzyjaźniają i znajdują dla niego nowy dom.
- 10a - Eliza szuka kłopotów - Eliza nie chce być uważana w szkole za pupilka i postanawia trochę popsocić. Niechcący ściąga na siebie wielkie kłopoty.
- 10b - Pomyłka - Do sklepu z zabawkami trafia dostawa misiów łudząco podobnych do Małego. Z odróżnieniem ich od siebie ma trudności nawet Eliza.
- 11a - Przyjaciel pies - Darek Drąg jest postrachem Maksa i jego kolegów klasy. Zmienia się jednak pod wpływem czworonożnego przyjaciela którego podsuwają Beniamin i Mały.
- 11b - Chomik - Maks dostaje ze szkoły chomika do przechowania podczas weekendu. Gryzoń ucieka z klatki, a domownicy odnajdują go dzięki niewidzialnej pomocy misiów.
- 12a - Duch w bibliotece - Misie postanawiają sprawdzić autentyczność legendy u duchu w bibliotece.
- 12b - Rozstanie - Właściciel misia Polarnego wyjeżdża na studia do dalekiego miasta. Przyjaciele wyjaśniają Polarnemu, że to normalna kolej rzeczy.
- 13a - Nowe porządki - Do właściciela sklepu z zabawkami, pana Maclerna, wyprowadza się jego siostra Hilda. Próbuje zaprowadzić nowe porządki, co bardzo nie podoba się nie tylko misiom.
- 13b - Burzliwa Noc - Maks nocuje u swojego kolegi, ale wstydzi się zabrać tam Beniamina. Okazuje się, że gdy w oczy zagląda mu strach, wciąż potrzebuje misiów.
- 14a - Halloween - Nieszczęśliwy wypadek taty Basi omal nie przekreśla jej planów związanych z Halloween. Na szczęście jej sąsiadami są Maks i Eliza
- 14b - Zgubiony szczeniak - Gdy Radek przygarnia zabłąkanego szczeniaka nie wie, że to ulubieniec Asi. Na szczęście, dzięki misiom, zguba szybko wraca do swojej pani.
- 15a - Szkolna Przygoda - Miś Beniamin musi nieoczekiwanie poprowadzić w zastępstwie lekcje w szkole dla małych misiów. Czy poradzi sobie z tym trudnym zadaniem i co z tego wyniknie?
- 15b - Zakład - Maks zakłada się z Basią, że wygra z nią mecz badmintona. Nie wie jednak, że dziewczynka jest mistrzynią szkoły w tej grze.
- 16a - Epidemia - Maksa atakuje nieznana choroba: próbują zastygać w bezruchu, ale z niewiadomych przyczyn to im się nie udaje. Co wywołało epidemię i jak można ją zwalczyć.
- 16b - Potrójny problem - Nawet dzielnym misiom zdarzają czasami sytuacje, których nie potrafią opanować. Tym razem takim wyzwaniem są dla nich rozbrykane trojaczki.
- 17a - Alarm - Miś Bruno przeżywa grozy, gdy okazuje się, że stracił z oczu swojego pana Stasia. Pan zniknął bez wieści. Generał ogłasza alarm, a wszystkie misie rozpoczynają poszukiwania.
- 17b - Bartek Bumerang - Miś Bartek ma pecha do nowych właścicieli i co kilka dni wraca do Biura Przydziałów. Czy w końcu trafi na kogoś, komu będzie mógł służyć przez długie lata.
- 18a - Mały ratownik - Beniamin zahacza swoim latawcem o kościelną wieże i zostaje w niej uwięziony. Z pomocą śpieszy mu Mały, który marzy o karierze ratownika.
- 18b - Radek - Szczęściarz - Hektor, pracujący w sklepie z zabawkami pana misia Radka, jest bardzo przesądny. Gdy gubi podkowę, traci wiarę w siebie. Przywracają mu ją dzielne misie.
- 19a - Gdzie jest Feliks - Mama Elizy opowiada jej o swoim misiu z dzieciństwa, który zaginął podczas przeprowadzki. Beniamin i jego przyjaciele postanawiają go odszukać.
- 19b - Nieustraszeni - Eliza postanawia zaopiekować się małym motylem. Misie rozpoznają w nim tymczasem swojego największego wroga - mola.
- 20a - Pieski świat - Niesłusznie obwiniany za stłuczenie wazonu pies Śliniak ma za karę spać na dworze. Gdy stamtąd znika, jego pani wyrusza na czworonoga, w czym pomagają jej misie.
- 20b - Wycieczka - Eliza i Asia wyruszają ze swoimi mamami na wycieczkę nad jezioro. Ich wyjazd przegapia Mały, musi teraz dogonić swoją panią.
- 21a - Opowieść Edgara - Miś Edgar opowiada młodym kolegom, jak uratował pannę Barwinek, gdy ta była małą dziewczynką. Przy okazji wyjaśnia, dlaczego spośród wszystkich ludzi tylko ona zna tajemnicę misiów.
- 21b - Gardłowa sprawa - Gdy Maks podkrada swojemu koledze Markowi robota, nie wie, że sprowadzi przez to nieszczęście na swojego misia. Jedna z zabawek dostaje się do gardła Beniamina.
- 22a - Generalskie szlify - Miś Generał ma zostać przydzielony do opieki nad małą dziewczynką. Okazuje się, że jako opiekun dawno wyszedł z wprawy. Szkoleniem Misia ma się zająć Beniamin.
- 22b - Być jak Ben - Mały chce za wszelką cenę zostać sławnym Misiem. Aby osiągnąć cel, jest gotów odwrócić się nawet od nowych przyjaciół.
- 23a - Paintball - Róża i Beniamin są na siebie obrażeni. Przekonują się jednak, jak prawdziwe jest przysłowie, że najlepszych przyjaciół poznają się w biedzie.
- 23b - Zamknij drzwi - Ben zostaje oskarżony o rażące niedbalstwo, polegające na nie zamknięciu tajemniczego wejścia do sekretnego świata misiów. Czy zarzutów nie wysunięto zbyt pochopnie?
- 24a - Skąd biorą misie - Mały postanawia się dowiedzieć w jaki sposób trafił do Elizy, W tym celu wyrusza na niebezpieczną wyprawę, która wiele go nauczy.
- 24b - Wyspa Skarbów - Misie podsuwają Elizie i Maksowi list napisany przez pannę Barwinek i jej najbliższą przyjaciółkę, gdy te były jeszcze dziećmi. Znajduje się w nim opis miejsca ukrycia skarbu.
- 25a - Zamiana - Eliza i Asia postanawiają zamienić się na jedną noc swoimi misiami. Mały nie może zasnąć w nowym miejscu.
- 25b - Zawody - Mały i Lila przygotowują się do biegu sprawnościowego. Okazuje się jednak że na zwycięstwie najbardziej zależy ich trenerom - Beniaminowi i Sebastianowi.
- 26a - Urodziny - Z okazji urodzin panny Barwinek misie przygotowują wielką fetę. Niestety, ich plany udaremniają nieproszeni goście.
- 26b - Bohater - Wieczorem ma się odbyć zaprzysiężenie trzech nowych misiów. Ceremonię ma prowadzić Beniamin, na którego spadają także inne niespodziewane obowiązki.
- 27a - Dobra Zabawa - Na Leszka spada obowiązek zorganizowana nocy uciech. Okazuje się jednak, że wymyślone przez niego atrakcje nie podobają się innym misiom.
- 27b - Na dobre i na złe - Lila i Mały obrażają się na siebie wskutek błahej sprzeczki. Czy ich przyjaźń przetrwa tę próbę?
- 28a - Budowniczy - Misie postanawiają przebudować wejście do biblioteki, by mógł z niej swobodnie korzystać wielki miś Radek. Kierownikiem robót zostaje Beniamin.
- 28b - Zamiana - Beniamin i Polarny są zmęczeni swoimi obowiązkami i postanawiają się nimi zamienić. Czy w nowych rolach poczują się lepiej?
- 29a - Taniec z gwiazdą - Beniamin ma wystąpić z Rózią w pokazie tańca w zastępstwie za kontuzjowanego Franka. Czy stanie na wysokości zadania?
- 29b - Sebastian w opałach - Sebastian wymyśla z nudów żart, który okazuje się niebezpieczny. Na szczęście w porę nadchodzi pomoc.
- 30a - List - Ben dostaje od Edgara niezwykłe zadanie. Nie spodziewa się, że zostanie poddany w ten sposób ciężkiej próbie.
- 30b - Następca - Beniamin jest zaniepokojony utrata stanowiska asystenta Edgara w prowadzeniu ćwiczeń relaksacyjnych. Okazuje się jednak, że czeka go awans.
- 31a - Sposób na strach - Lidia, by móc służyć dzieciom, musi nauczyć się panować nad swoimi emocjami. Beniamin poddaje ją niezwykłej terapii.
- 31b - Duży miś - Mały nie może się pogodzić z tym, że Beniamin wciąż traktuje go jak nieodpowiedzialnego podlotka. Czy uda się to zmienić?
- 32a - Nowy sąsiad - Nowy sąsiad Małego i Beniamina jest mocno podniszczony. Poprawienie jego wyglądu okazuje się jednak kiepskim pomysłem.
- 32b - Nieznośna fryzura - Dzieci przygotowują się do szkolnego zdjęcia. Basia ma problem z fryzurą, ale na szczęście pomogą jej misie.
- 33a - Pomyłka Leszka - Wskutek pomyłki, miś Ravi trafia nie do dziecka, a do goryla. Co z tego wyniknie?
- 33b - Wielki powrót - Elizę odwiedza kuzynka Ania, która uważa się za osobę dorosłą. Twierdzi ona, że już wyrosła z misiów ? Czy na pewno?
- 34a - Latawiec - Mały niszczy niechcący latawiec Beniamina, a ten obraża się na swojego młodszego kompana. Czy Mały znajdzie sobie nowego przyjaciela?
- 34b - Miś z odzysku - Miś Wacek czuje niepotrzebny swojej już dorosłej pani i chciałby służyć dziewczynce, która zamieszkała w sąsiedztwie. Jak osiągnie swój cel?
- 35a - Oblatywacz - Beniamin ginie bez śladu po wystrzeleniu go rakietą- zabawką przez tatę Elizy i Maksa. Gdy wszyscy tracą nadzieję w jego odnalezienie, na poszukiwania wyrusza Mały.
- 35b - Tropiciel - Marek, kolega Maksa, opiekuje psem Czakiem który uwielbia podgryzać pluszowe zabawki. Misie postanawiają go tego oduczyć.
- 36a - Ocalony - Grupa misiów ma dość złośliwości Sebastiana i żąda odebrania go Basi. Niespodziewanie ujmuje się za nim Beniamin.
- 36b - W zdrowym ciele zdrowy duch - Doktor Stefania testuje nową maszynę do napuszania, która wzbudza przerażenie wśród pluszaków. Czy słusznie?
- 37a - Wyprawa po lawendę - Aby móc przerwać coraz bardziej natarczywe ataki moli, misie potrzebują więcej lawendy. Niestety, ogrodnik Pankracy ma kłopoty z jej odnalezieniem.
- 37b - Radek rusza na pomoc - Gdy Hektor trafia do szpitala, jego miś Radek postanawia go odwiedzić. Misja kończy się powodzeniem tylko dzięki pomocy jego przyjaciół.
- 38a - Kosmita - Eliza wymyśla nową zabawę, w której mały odgrywa rolę kosmity. Sebastian wykorzystuje to jako pretekst do drwin i sposób na wygranie meczu.
- 38b - Słonecznik - Gdy Elizie nie chcę wykiełkować zasiany przez nią słonecznik, Mały postanawia jej pomóc. Po raz kolejny okazuje się jednak, że nadgorliwość nie jest cnotą.
- 39 - Opowieść o odwadze - Edgar odkrywa przed Beniaminem sekret podziemnego tunelu. Gdy Ben zostaje w nim sam, omal nie zatapia tego historycznego miejsca.
- 39 - Ćwiczenia - Na wzór rodziny Maksa i Elizy, misie postanawiają wprawić się w sztuce szybkiej ewakuacji na wypadek pożaru. Kto znajdzie najszybszy sposób bezpiecznej ucieczki ?